# Келлія (чернеча громада)
Келлія ("the Cells", від дав.-гр. κελλίον, келії) — одна з трьох найбільших громад єгипетських ченців — пустельників в регіоні Ваді-Натрун нарівні з Нітрією (40 км від Александрії) і Скитісом. Вона була заснована близько 338 року нітрійським ченцем Амоном. Бажаючи більшого усамітнення, він залишив свій перенаселений монастир і заснував нову громаду на 20 км південніше. Досягнувши розквіту у V столітті, громада прийшла в занепад після арабського завоювання Єгипту у середині VII століття. До XI століття Келлія була закинута, і у XV столітті інформація про її розташування була втрачена. У 1937 році Келлія була знайдена, і з 1964 року там ведуться розкопки.

## Історія
Згідно Apophthegmata Patrum, Амон Нітрійський був ченцем в кіновії Антонія Великого. Одного разу він повідомив своєму вчителеві, що він і деякі інші монахи хотіли б жити в більшій самоті, оскільки в Нітрії стало занадто багато народу в порівнянні з попереднім часом. У відповідь на це Антоній порадив йому спочатку пообідати. Потім вони вдвох вирушили в пустелю і йшли до заходу. На тому місці, де вони зупинилися, вони помолилися і поставили хрест, щоб відзначити місце нового монастиря, яке було в 12 милях від кіновіі Антонія.
Під час свого відвідування Єгипту в середині 390-х років Келії відвідав Руфін Аквілейський. В грецькій версії написаній після цієї події «Історії ченців Єгипту» Келлія і Нітрія не відрізняються, проте в латинському варіанті це розходження підкреслюється. Згідно Руфіна, Келлія знаходиться «у внутрішній пустелі» (лат. in deserto interiore), і келії там розташовані на такій відстані одна від одної, що один чернець не може чути голос іншого. Перед тим, як поселитися в Келлії, ченці повинні були вивчити основи життя у пустелі в Нітрії. Як і там, келлійскі ченці збиралися разом по суботах і неділях. З усього побаченого Руфіна більше вразила «відчутна тиша» цього місця (лат. silentium ingens et quies magna).
Приблизно тоді ж у Келлії жив майбутній єпископ Палладій Єлєнопольський. За його розповіддю, у Келлії мешкало приблизно 600 ченців. Громаду очолював ченець-священик, якому допомагала рада старійшин. У перші три роки життя Палладія у громаді її очолював відомий аскет Макарій Александрійський (пом. біля 393). У часи Паладія громада представляла вже не єдину колонію відлюдників, а об'єднання груп ченців, кожна на чолі зі своїм аббою. В ході першого орігенистського спору кінця IV — початку V століття келлійські ченці прийняли сторону орігенистів, і проти них на початку 400 року зробив дисциплінарні заходи патріарх Феофіл. Частина монахів була відправлена у вигнання, але згодом їм було дозволено повернутися. В цей час у Келлії була тільки одна церква. Однак, як повідомляється в одній з апофегм, коли спори про рішення Халкедонського собору (451) викликали розбіжності серед ченців, виникла потреба в новій церкві, щоб халкедоніти і анти-халкедоніити могли молитися окремо. Та ж апофегма повідомляє, що келії тоді почали групуватися у монастирі, і найбільш віддалені з них спорожніли.
Про Келлії у VII столітті відомо з «Книги про освячення святилища Веніаміна», написаної з приводу відвідин патріархом Веніаміном I (622—661) Ваді-Натруна взимку 645/6 року. Під час своєї подорожі патріарх на два дні зупинився в Келлії. Із порівняння арабської та коптської версії цього тексту відомо арабську назву Келлії — аль-Муна. З арабського тексту «Історії александрійських патріархів» відомо, що Веніамін був у аль-Муні 631 року, коли ховався від мелькітського патріарха Кира. Те ж джерело повідомляє, що при Веніаміні були відновлені монастирі Ваді-Натруна та аль-Муни, які були зруйновані за невідомих обставин при патріархах Даміані (569—605) та його наступникові Анастасії (605—616).

## Археологічні дослідження

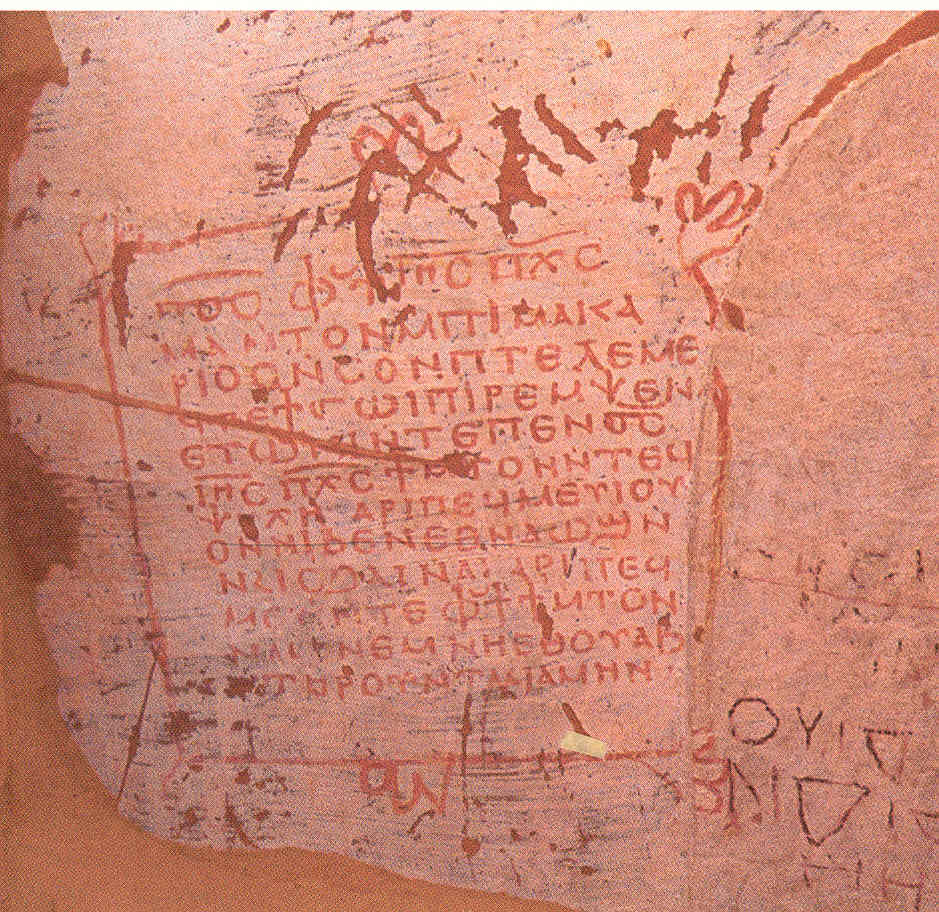
Писання коптською мовою знайдені в Келлії (Єгипет)

У 1935 році єгипетський принц Омар Туссун помилково вирішив, що ним знайдені розвалини Келлії у северо-західній частині Ваді-Натруна. Визначення місця розташування Келлії відбулося після визначення розташування Нітрії Х. Ж. Івлин-Уайтом (H. G. Evelyn-White) у 1926—1933, оскільки стародавні тексти поміщали Келлії між Нітрією і Скитісом. Ідентифікація, запропонована А. Ф. де Кассоном (A. F. C. de Casson), у 1937 році була підтверджена у 1964 році А. Гийомоном. Таким чином, згідно сучасним уявленням, Келлія розташовувалась на кордоні Лівійської пустелі у 18 км від сучасного селища аль-Барнуджи, #котрий #перебувати на місці Нітрії. Археологична пам'ятка займає площу 49 кв. миль. Його існуванню у той час погрожували плани єгипетського уряду по розвитку іригації, а у 1977 році було прийняте рішення про прокладання через нього залізниці. У зв'язку з цим з середини 1960-х до середини 1980-х було організовано кілька археологічних експедицій. Дві команди археологів, з Франції і Швейцарії, намагалися швидко, але обережно виявити і врятувати все, що можливо. У результаті було виявлено безліч цінних знахідок, що проливають світло на життя ченців які мешкали там у IV—VII століттях.

## Зовнішні посилання
- Nitria and Kellia [Архівовано 21 серпня 2018 у Wayback Machine.], мапи розташування та інформація.